# 太平洋樹蛙
太平洋樹蛙（學名：Pseudacris regilla）是拟蝗蛙属的一種蛙，分佈於阿拉斯加到北加利福尼亞的太平洋西北地区。

## 命名
它最初屬於雨蛙屬，1986年劃入拟蝗蛙属，2006年又被拆分成三個種，即北部的Pseudacris pacifica，中部的Pseudacris regilla和南部的Pseudacris hypochondriaca。但這種分法存在爭議，世界兩棲動物（The Amphibian Species of the World）承認這種分法，但用Pseudacris regilla指其北部種群。

## 外部連接
- Pseudacris regilla，ZipcodeZoo.com.
- 太平洋樹蛙（页面存档备份，存于），Californiaherps.com
- 太平洋樹蛙（页面存档备份，存于），mister-toad.com